# Trolleybus de Cagliari
Le réseau de trolleybus de Cagliari compte en 2012 trois lignes desservant la ville de Cagliari et les communes limitrophes en Sardaigne, en Italie.

## Histoire

### Les origines
La première ligne de tramway de Cagliari a été mise en service le 22 décembre 1952. Il s'agit de la Ligne 5.
Quelques semaines plus tard, la Ligne 7 est mise en service à son tour. Partant de la gare FS Piazza Matteotti, elle conduit Via La Vega en desservant  Via Manno et Terrapieno. Cette ligne a été prolongée jusqu'au marché de San Benedetto et le quartier de Via Dante qui venait d'être construit. En 1956, la Ligne 6 est mise en service, elle démarre de la très centrale Piazza Palazzo pour aboutir à Borgo Sant'Elena en passant par Via Roma et la Basilique de Bonaria.
Au cours des années suivantes, deux autres lignes de trolleybus ont été créées : la Ligne 10 en septembre 1957, qui reliait Piazza Yenne à Calamosca et, en 1962,  la Ligne 11 qui reliait Sant'Avendrace (l'actuelle Piazza Trento) à Via Rossini en passant par Via Manno, Via Garibaldi et Largo Gennari, une zone nouvellement urbanisée également. En 1962 toute la Via Dante a été équipée de lignes électriques de captage pour les perches des trolleybus en prévision de la future nouvelle Ligne 12.

### L'extension du réseau

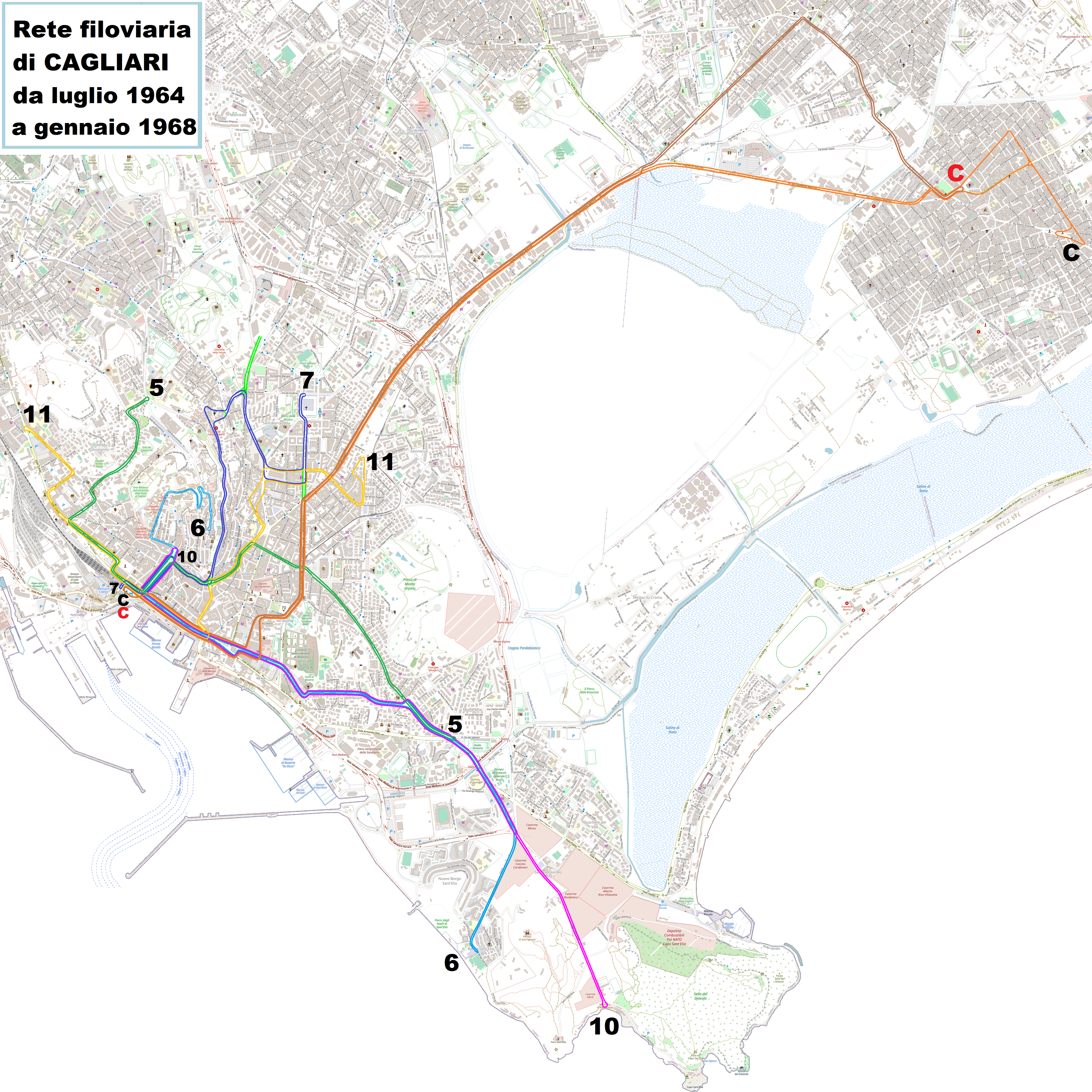
Le réseau de trolleybus de Cagliari en 1968

En 1963, un tronçon du tramway de banlieue qui reliait Quartu Sant'Elena à Selargius mis hors service en novembre 1961, a été démantelé. Deux nouvelles lignes de trolleybus mises en service dès le mois de mars 1962, C Rosso et C Nero le remplaçaient. La Ligne C Rosso reliait Cagliari centre à Quartu en passant par Selargius et Quartucciu, tandis que la Ligne C Nero était directe pour Quartu Piazza IV Novembre. C'est à cette époque que le réseau de trolleybus de Cagliari a atteint son apogée avec plus de 60 km de lignes.

### Le déclin
À partir du milieu des années 1960, la mode des trolleybus comme moyen de transport commençait à passer. Leur circulation dans les rues avec les automobiles devenait problématique à cause de leur mouvement limité avec les perches de contact sur les lignes aériennes, le coût de maintenance des lignes vieillissantes augmentait alors que des autobus pouvaient aisément les remplacer avec une importante souplesse d'utilisation. 
- 1968, le trajet desservi par la Ligne 11 est réduit au seul tronçon entre Via Palestrina et Gare F.S..
- mai 1969, la Ligne 11 fusionne avec la Ligne 6[3].
- 1971, la Ligne 10 est arrêtée. Seules les lignes 5, 6, 7, C Nero et C Rosso restent en service.
- 1976, en raison des travaux d'élargissement du Ponte Vittorio, la Ligne 6, qui traverse le pont, est arrêtée. Peu après, les trolleybus de la Ligne 7 sont remplacés par des autobus.

À la fin des années 1970, seules 3 lignes de trolleybus étaient encore opérationnelles :
- la Ligne 5, dont le tracé n'a jamais changé depuis 1952,
- les deux lignes pour Quartu, les Lignes C Rosso et C Nero.

Des essais pour remettre en service les lignes de trolleybus 2, 6 et 7 ont été menés en 1986, sans résultat. Au printemps 1990, la Ligne 5 a, elle aussi, été arrêtée à la suite d'une modification importante de tracé au milieu de son parcours. En 1993, les lignes desservant Quartu ont subi une réduction de trajet avec la suppression du tronçon final de la Ligne C Nero et la transformation des deux lignes en lignes circulaires renommées CED et CES. Cela s'est accompagné par la création de lignes d'autobus en correspondance pour desservir les quartiers de Quartu.

### Le retour des trolleybus
Lorsqu'à l'automne 1998, la nouvelle entreprise CTM Cagliari prend le relais  de l'ACT Cagliari, elle décide de remettre en service la Ligne 5 en utilisant la partie de la ligne aérienne non démantelée depuis 1990 et celle de l'ancienne Ligne 6 encore en place. La Nouvelle Ligne 5 allait de Piazza d'Armi à Piazza Amsicora. En 1999, la ligne a été prolongée jusqu'à San Bartolomeo et, en 2002, le quartier San Michele au nord-ouest de la ville a été aussi desservi avec le dernier prolongement.
En 2012, la ville de Cagliari ne comptait plus aucune ligne aérienne non utilisée. Tous les tronçons sans circulation de trolleybus ont été déposés.

## Caractéristiques
Le réseau de trolleybus actuel comprend 44 km de lignes aériennes bifilaires pour 3 lignes en service régulier.
Les lignes électriques aériennes sont alimentées par quatre sous-stations. Le réseau est alimenté en 750 V CC.

## Réseau actuel
| Lignes | Parcours                                                        | Nb arrêts | Cadencement   |
| ------ | --------------------------------------------------------------- | --------- | ------------- |
| 5      | Vergine di Lluc – Stazione FS – Cinquini                        | 28 / 30   | 08–11 Minutes |
| 30     | P.za Matteotti – Selargius – Quartu Sant'Elena – P.za Matteotti | 28 / 22   | 10–11 Minutes |
| 31     | P.za Matteotti – Quartu Sant'Elena – Selargius – P.za Matteotti | 22 / 28   | 10–11 Minutes |

## Matériel roulant

### Anciens modèles radiés
| Matricule | Quantité | Constructeur | Partie électrique | Modèle      | Mise en service | Radiation | Notes                                                    | Illustration |
| --------- | -------- | ------------ | ----------------- | ----------- | --------------- | --------- | -------------------------------------------------------- | ------------ |
| 501–509   | 09       | Fiat         | Ansaldo           | 668 Cansa   | 1952            | 1972      |                                                          |              |
| 551–561   | 11       | Fiat         |                   | 2405 Casaro | 1955            | 1986      | Le N°552 cédé au Museo Nazionale dei Trasporti La Spezia |              |
| 562–567   | 06       | Lancia       |                   | Esatau P    | 1957            | 1971      |                                                          |              |
| 568–592   | 25       | Fiat         |                   | 2405 Casaro | 1962            | 1989      |                                                          |              |
| 601–615   | 15       | InBus/Breda  | Marelli           | F.140       | 1981            | 2003      | détruits en 2008                                         |              |
| 616–635   | 20       | Iveco/Socimi | ABB               | 8839        | 1986            | 2012      |                                                          |              |

### Trolleybus actuels en service
| Matricule | Quantité | Constructeur    | Partie électrique  | Modèle      | Mise en service | Illustration |
| --------- | -------- | --------------- | ------------------ | ----------- | --------------- | ------------ |
| 636–651   | 16       | Iveco/Socimi    | ABB                | 8845        | 1991–1992       |              |
| 701–716   | 16       | Solaris / Škoda | Škoda              | Trollino 12 | 2012            |              |
| 719-732   | 14       | Van Hool        | Skoda 24ML 3550K/4 | A330 T      | 2016            |              |

La mise en service des trolleybus Van Hool A330 T  était prévue en 2015 pour remplacer les Socimi 8845, 13 ont été radiés en 2016 mais 3 Iveco/Socimi sont toujours en service en 2020